# Салтыково (Сумская область)
Салтыково (укр. Салтикове) — село,
Салтыковский сельский совет,
Конотопский район,
Сумская область,
Украина.
Код КОАТУУ — 5922087401. Население по переписи 2001 года составляло 785 человек.
Является административным центром Салтыковского сельского совета, в который, кроме того, входят 
село Ракитное и
посёлок Белоусовка.

## Географическое положение
Село Салтыково находится у истоков безымянного ручья, который через 10 км впадает в реку Езуч,
ниже по течению на расстоянии в 1 км расположен посёлок Белоусовка.
На ручье несколько запруд.

## История
- Село Салтыково основано в 20-х годах XIX века.

## Экономика
- Молочно-товарная ферма.
- ООО АПК «Конотоп».

## Объекты социальной сферы
- Школа.
- Дом культуры.
- Фельдшерско-акушерский пункт.